# Sporobolus cubensis
Sporobolus cubensis är en gräsart som beskrevs av Albert Spear Hitchcock. Sporobolus cubensis ingår i släktet droppgräs, och familjen gräs. Inga underarter finns listade i Catalogue of Life.